# Paremiologi
Paremiologi (från grekiska φράσις, paroimi, "ordspråk", och λογία, logia, "lära") avser den vetenskapliga inriktning inom lingvistiken som studerar och klassificerar ordspråk och ordstäv.